# Littorio (nave da battaglia)
La Littorio, ribattezzata Italia il 30 luglio 1943, fu una nave da battaglia appartenente alla Regia Marina, prima ed eponima unità della stessa classe che comprendeva anche la Vittorio Veneto e Roma. Rappresentò con le navi sorelle il meglio della produzione navale pesante italiana della seconda guerra mondiale, ma nel corso di diverse battaglie non riuscì a dare un contributo evidente, circostanza dovuta all'atteggiamento prudenziale e passivo dei vertici militari della marina, e a partire dalla fine del 1942 andò incontro a una ridotta attività bellica.

## Attività bellica

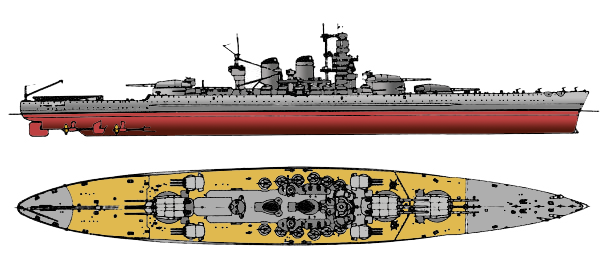
Pianta e profilo delle unità classe Littorio

Entrò in linea, il 6 maggio 1940 non ancora pienamente operativa allo scoppio delle ostilità. Venne inquadrata nella IX Divisione Corazzate della I Squadra quale nave comando divisionale con insegna dell'ammiraglio Bergamini capace di portare anche gli idrovolanti IMAM Ro.43. Nella cosiddetta Notte di Taranto tra l'11 ed il 12 novembre 1940 venne gravemente danneggiata da 3 siluri lanciati da aerosiluranti inglesi Fairey Swordfish ma venne recuperata riprendendo il servizio attivo sei mesi dopo, sorprendendo gli inglesi che ritenevano di averla danneggiata in modo molto più grave.
Durante il 1942 partecipò alla seconda battaglia della Sirte, con al comando l'ammiraglio Angelo Iachino, colpendo con un proiettile da 152 mm l'incrociatore inglese HMS Cleopatra e danneggiando pesantemente i caccia HMS Kingston e Havock con i suoi cannoni di 381 mm. Successivamente, con la gemella Vittorio Veneto, prese parte alla battaglia di mezzo giugno durante la quale venne colpita a prua da un siluro lanciato da un aereo inglese e di striscio da una bomba sganciata da un bombardiere statunitense.
Nella notte tra il 18 e il 19 aprile del 1943 la nave venne leggermente danneggiata da un bombardamento aereo su La Spezia. Nel corso dell'incursione venne affondato il cacciatorpediniere Alpino.
Il successivo bombardamento sulla base di La Spezia del 5 giugno, in cui vennero danneggiate Roma e Vittorio Veneto, ridusse la squadra da battaglia alla sola Littorio. Mentre la Vittorio Veneto poté essere riparata in arsenale, rientrando in squadra in poco più di un mese, la gemella Roma, colpita nuovamente in un bombardamento nella notte del 24 giugno, dovette essere posta in bacino a Genova e riprese servizio solamente il 13 agosto.

### Italia
Dopo il Gran Consiglio del 25 luglio 1943, che vide l'approvazione dell'Ordine del giorno Grandi, il 30 luglio venne ribattezzata Italia. Fino all'armistizio effettuò complessivamente 46 missioni di guerra, di cui 9 per ricerca del nemico e 3 per protezione del traffico nazionale.

#### Armistizio
Nella giornata dell'8 settembre, la nave si trovava a La Spezia quando nella serata all'equipaggio giunse la notizia dell'armistizio e delle relative clausole che riguardavano la flotta, che prevedevano il trasferimento immediato delle navi italiane in località che sarebbero state designate dal Comandante in Capo alleato, dove sarebbero rimaste in attesa di conoscere il proprio destino e che durante il trasferimento avrebbero innalzato, in segno di resa, pennelli neri sui pennoni e disegnato due cerchi neri sulle tolde.

La Littorio vista da poppa dall'alto (1941)

Alle 3 del mattino del 9 settembre, le navi italiane al comando dell'ammiraglio Bergamini salparono da La Spezia. La formazione navale navigava senza avere issato i pennelli neri sui pennoni e aver disegnato i dischi neri sulle tolde come prescritto dalle clausole dell'armistizio, ma la Roma con l'insegna dell'ammiraglio Bergamini aveva innalzato il gran pavese.
Nel pomeriggio, al largo dell'isola dell'Asinara la formazione venne sorvolata ad alta quota da ventotto bimotori Dornier Do 217 della Luftwaffe partiti dall'aeroporto di Istres, presso Marsiglia, in tre ondate successive, la prima delle quali si alzò in volo poco dopo le 14,00, con i velivoli che avevano l'istruzione di mirare unicamente alle corazzate.
La flotta fu avvistata dagli aerei dopo poco più di un'ora di volo. Alle 15,30 una prima bomba venne diretta contro l'Eugenio di Savoia, cadendo a circa 50 metri dall'incrociatore senza provocare alcun danno, mentre una seconda bomba cadde vicinissima alla poppa dell'Italia immobilizzandone temporaneamente il timone, per cui la nave venne governata con i timoni ausiliari. Le bombe erano del tipo a razzo teleguidate Ruhrstahl SD 1400, conosciute dagli alleati con il nome di Fritz X. Successivamente toccò alla Roma; gli aerei, una prima volta fallirono il tiro, ma alle 15,45 la corazzata venne centrata una prima volta da un colpo che apparentemente non produsse gravi effetti. Il secondo colpo alle 15,50 centrò la nave verso prua, questa volta con conseguenze devastanti. Lo scafo si spaccò dopo pochi minuti. La torre corazzata di comando fu investita da una tale vampata, che venne addirittura deformata e piegata dal calore, abbattendosi in avanti e scomparendo, proiettata in alto a pezzi, in mezzo a due enormi colonne di fumo: l'ammiraglio Bergamini e il suo stato maggiore, il comandante della nave Adone Del Cima e buona parte dell'equipaggio vennero uccisi pressoché all'istante. La nave, alle 16,11, girandosi su un fianco, si capovolse e affondò spezzandosi in pochi minuti in due tronconi. Successivamente l'Italia venne nuovamente attaccata e questa volta colpita da una bomba, ma essendo la carica di scoppio assai ridotta, la nave da battaglia, nonostante avesse imbarcato circa ottocento tonnellate di acqua continuò, seppure appesantita, a navigare in formazione. i cacciatorpediniere Mitragliere e Carabiniere invertirono immediatamente la rotta per recuperare i superstiti della Roma, seguiti dall'incrociatore Attilio Regolo e dal cacciatorpediniere Fuciliere. A queste unità si aggiunsero le torpediniere Pegaso, Orsa e Impetuoso. I naufraghi della Roma, recuperati dalle unità navali inviate in loro soccorso furono seicentoventidue, di cui cinquecentotre recuperati dai tre cacciatorpediniere, diciassette dall’Attilio Regolo e centodue dalle tre torpediniere. Le navi trasportarono i naufraghi, molti dei quali gravemente feriti, alle Baleari.
A prendere il comando della flotta diretta a Malta, dopo l'affondamento dalla Roma, fu l'ammiraglio Romeo Oliva, il più anziano tra gli ammiragli della formazione e comandante della VII Divisione con insegna sull'Eugenio di Savoia, che adempì ad una delle clausole armistiziali, quello di innalzare il pennello nero del lutto sui pennoni ed i dischi neri disegnati sulle tolde. Mentre le sette navi si erano fermate a recuperare i morti e i feriti dell'ammiraglia, il resto della squadra proseguì la navigazione dirigendo verso Malta, destinazione scelta dagli alleati, dove la formazione si sarebbe ricongiunta con il gruppo proveniente da Taranto guidato dall'ammiraglio Da Zara e costituito dalle Duilio, dagli incrociatori Cadorna e Pompeo Magno e dal cacciatorpediniere da Recco. A Malta le unità vennero raggiunte qualche giorno dopo dalla corazzata Giulio Cesare, proveniente dal Cantiere navale di Pola, che giunse il 13 settembre insieme alla nave appoggio idrovolanti Giuseppe Miraglia sotto la scorta di un idrovolante antisommergibile CANT Z.506, e nei giorni successivi dalle altre unità, quali torpediniere, corvette, MAS, motosiluranti e altre unità minori. Il comando di tutte le unità italiane presenti a Malta venne affidato all'ammiraglio Da Zara, quale ammiraglio più anziano.

#### Cobelligeranza
In un primo momento gli Alleati, su richiesta di Churchill avevano pensato, durante la cobelligeranza, di utilizzarla insieme alla Vittorio Veneto nella guerra nel Pacifico, ma motivazioni di ordine tecnico (le navi erano concepite per l'impiego nel Mediterraneo) e politico fecero tramontarne l'idea ed ebbe inizio per le due unità un lungo internamento nei Laghi amari, in Egitto.

## Comandanti
- 6 maggio 1940 - 5 aprile 1941: capitano di vascello Massimo Girosi

- 6 aprile - 14 maggio 1941: capitano di vascello Giuseppe Sparzani

- 15 maggio 1941 - 28 febbraio 1943: capitano di vascello Vittorio Bacigalupi

- 1º marzo 1943 - 17 settembre 1945: capitano di vascello Sabato Bottiglieri

## La demolizione
Rientrata alla base di Augusta dai Laghi Amari il 9 febbraio 1947, la Littorio, secondo le condizioni del trattato di pace, sarebbe dovuta essere consegnata agli Stati Uniti, che però vi rinunciarono, così come fecero gli inglesi rinunciando alla Vittorio Veneto. Evitata la consegna delle unità, ancora moderne, le autorità italiane non riuscirono però ad evitare l'ingiunzione alleata di demolirle, cosa che si tentò di ritardare con ogni mezzo, ma senza successo. Inizialmente, su pressione dell'Unione Sovietica ci si limitò al taglio dei cannoni dell'armamento principale. Alla fine, dopo varie battaglie diplomatiche per poterla mantenere in linea (si era anche ipotizzato di barattare le due navi con le più vecchie Doria), la Littorio venne demolita tra il 1948 ed il 1955 insieme alla Vittorio Veneto.

## Galleria d'immagini

La Littorio con l'equipaggio schierato
La Littorio nel 1940
La Littorio durante le prove macchina (1940)
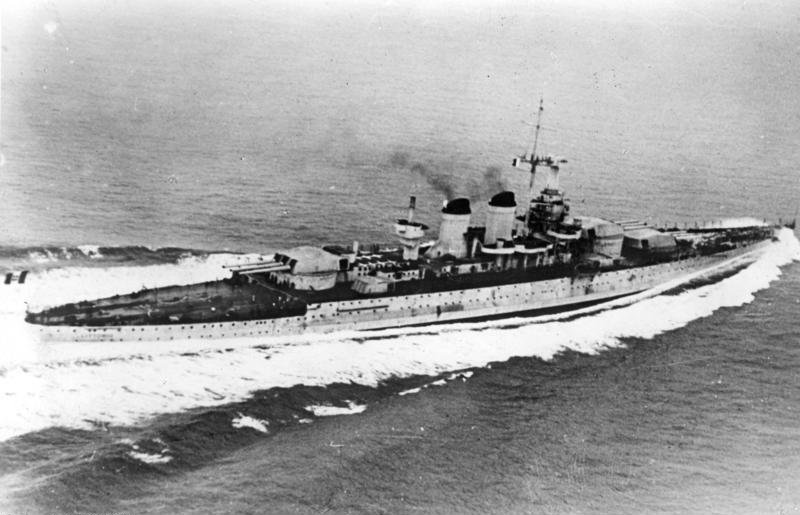
La Littorio, ripresa area (1940)

La Littorio nel 1940 durante le prove di velocità
La Littorio nel porto della Spezia (1942)
La Littorio, ribattezzata Italia in navigazione verso Malta (1943)
L'Italia nel dopoguerra